# Sandovo
Sandovo (in russo Са́ндово?) è un insediamento di tipo urbano della Russia europea nell'oblast' di Tver'; è il centro amministrativo del rajon Sandovskij. Fino al 1929 si chiamava Orudovo (Орудово).
Si trova 248 km a nord-est di Tver'.